# Sabine Wicker
Sabine Wicker (geb. 1965) ist eine deutsche Medizinerin und Wissenschaftlerin. Sie leitet den Betriebsärztlichen Dienst des Universitätsklinikums Frankfurt am Main und hat mehr als 140 Fachartikel zu den Themengebieten Schutzimpfungen, übertragbare Viruserkrankungen und Arbeitsschutz in internationalen begutachteten Fachjournalen publiziert. Sie gilt als international anerkannte Expertin für arbeitsbedingte Infektionskrankheiten und ist zu diesem und anderen Themen häufig Gesprächspartner der Medien. Aufgrund ihrer Fachexpertise wurde Wicker im Jahr 2011 durch das Bundesministerium für Gesundheit in die Ständige Impfkommission (Stiko) berufen, der sie bis März 2024 angehörte. Seit 2021 war sie stellvertretende Vorsitzende der Stiko. Zudem war sie Vorsitzende der Nationalen Verifizierungskommission Masern/Röteln am Robert Koch-Institut und für die Deutsche Vereinigung zur Bekämpfung der Viruskrankheiten sowie die Deutsche Gesellschaft für Arbeitsmedizin und Umweltmedizin an der Erarbeitung nationaler Leitlinien beteiligt.

## Werdegang
Im Anschluss an ihr Abitur machte Wicker zunächst eine Ausbildung zur Buchhändlerin. Anschließend absolvierte sie ein Studium der Humanmedizin an der Justus-Liebig-Universität Gießen, wo sie in Hämatologie und Onkologie zum Doktor der Medizin promovierte. Wicker absolvierte ihre Facharztausbildung im Fachbereich Arbeitsmedizin zwischen 1999 und 2003 in Eschborn und München beim TÜV Süddeutschland. Seit 2004 leitet sie den Betriebsärztlichen Dienst des Frankfurter Universitätsklinikums. Im Jahr 2006 war Wicker in wesentlicher Funktion an der "Frankfurter Nadelstichstudie" des Instituts für Medizinische Virologie der Frankfurter Universitätsklinik beteiligt. Sie habilitierte sich zum Thema „Nosokomiale Virusinfektionen bei Mitarbeitern im Gesundheitsdienst: Eine arbeitsmedizinische, infektionsepidemiologische und virologische Analyse zu Ursachen und Möglichkeiten der Prävention“ im Jahr 2009 an der medizinischen Fakultät der Johann Wolfgang Goethe-Universität Frankfurt am Main. Von April 2011 bis März 2015 war Wicker Gleichstellungsbeauftragte für Akademische Angelegenheiten der Johann Wolfgang Goethe-Universität. Im Jahr 2013 ernannte der Senat der Johann Wolfgang Goethe-Universität Frankfurt am Main Wicker zur außerplanmäßigen Professorin.

### Frankfurter Nadelstichstudie
Angehörige der Gesundheitsberufe sind in besonderem Maße dem Risiko von Schnittverletzungen oder Stichen durch Nadeln ausgesetzt, wobei es insbesondere zu Infektionen mit erheblichen Gefährdungspotential kommen kann. In der "Frankfurter Nadelstichstudie" des Instituts für Medizinische Virologie untersuchte Wicker gemeinsam mit Institutsleiter Rabenau die Häufigkeit solcher Verletzungen bei über 700 Angehörigen medizinischer und pflegerischer Berufe sowie Reinigungs- und Verwaltungskräften und ermittelte die auslösenden Ursachen. Die Veröffentlichung der Ergebnisse der "Frankfurter Nadelstichstudie" erfolgte im Oktober 2007 in der begutachteten Fachzeitschrift Trauma und Berufskrankheit. Wicker und Rabenau hatten die Studie in Anbetracht der Novelle der TRBA 250 Richtlinie angesetzt, in der Arbeitgeber im Gesundheitswesen ab 2006 verpflichtet wurden, ihre Angestellten vor Nadelstichverletzungen zu schützen. Die von Wicker und Rabenau vor Verabschiedung der Novelle angesetzte Studie sollte zeitnah Grundlagen für die Einführung von sicheren Instrumenten im Sinne der TRBA 250 Novelle schaffen. Für ihre hierbei geleistete Forschungsarbeit wurde Wicker mit dem Theodor Stern Stiftungspreis ausgezeichnet.

## Weitere Tätigkeiten

### Ständige Impfkommission (Stiko)
Das Bundesministerium für Gesundheit (BMG) berief Wicker im Jahr 2011 in die "Ständige Impfkommission" (Stiko). Die Stiko wurde vom BMG in diesem Jahr neu zusammengestellt, um Empfehlungen zu Schutzimpfungen und weiteren Vorgehensweisen zum Schutz vor übertragbaren Krankheiten zu erarbeiten. Die Stiko setzt sich entsprechend aus Fachleuten zusammen, die umfangreiche und praktische Erfahrungen mit Schutzimpfungen haben. Wicker wertete ihre Berufung als Hinweis darauf, dass das Universitätsklinikum der Johann Wolfgang Goethe-Universität Frankfurt in Deutschland hinsichtlich von Impfkampagnen eine Vorreiterrolle innehat. In ihrer Arbeit werden die 12–19 Stiko-Mitglieder von drei festangestellten Vollzeit-Kräften unterstützt. Wickers Ansicht nach ist jedoch die personelle Ausstattung der Kommission allerdings angesichts der Vielzahl an Veröffentlichungen, die für die Arbeit der Stiko zu berücksichtigen seien, ungenügend. Innerhalb der Stiko engagierte Wicker sich in verschiedenen Arbeitsgruppen: der Arbeitsgruppe Hepatitis B, der Arbeitsgruppe Influenza, der Arbeitsgruppe Masern, Mumps, Röteln sowie der Arbeitsgruppe medizinisches Personal. Im Jahr 2021 wurde sie die stellvertretende Vorsitzende der Stiko. In dieser Funktion sah sich Wicker im Verlauf der COVID-19-Pandemie in Deutschland zahlreichen persönlichen Diffamierungen und Beleidigungen ausgesetzt, die sie im Wesentlichen per E-Mail erreichten. Die Kritik, der sich die Kommission im Zuge ihrer Arbeit verstärkt ausgesetzt sah, wies Wicker mit dem Verweis auf die „bestmögliche Evidenz“ zurück, die jeweils Entscheidungsgrundlage aller Stiko-Empfehlungen sei. Wicker sprach sich im Herbst 2023 ausdrücklich gegen den vom Bundesgesundheitsminister Karl Lauterbach geplanten Umbau der Stiko aus, die mit einer erheblichen Veränderung der Expertengruppe einhergehen sollte, und kritisierte die Reform als riskant. Im Rahmen dieser im Frühjahr erfolgten radikalen Umgestaltung der Stiko, in deren Folge die Mitgliedschaft auf drei Berufungsperioden von jeweils drei Jahren begrenzt wurde, schied Wicker aus der Kommission aus. Lediglich fünf der vorigen Stiko-Mitglieder verblieben in dem Gremium, was von vielen Seiten als "radikaler Umbau" kritisiert wurde.

### Ehrenamtliches Engagement
Wickers Expertise im Themenbereich arbeitsbedingte Infektionskrankheiten ist national und international anerkannt. In diesem und weiteren Themenfeldern engagiert sie sich neben ihrem Aufgabenbereich im Rahmen der Arbeit der Stiko zusätzlich seit vielen Jahren in verschiedenen Gremien und Fachgesellschaften. Sie war Vorsitzende der Nationalen Verifizierungskommission Masern/Röteln am Robert Koch-Institut und ist aktuell Stellvertretendes Mitglied im Ausschuss für Mutterschutz des Bundesamts für Familie und zivilgesellschaftliche Aufgaben sowie Mitglied des Fachausschusses "Influenza" der Deutschen Vereinigung zur Bekämpfung der Viruskrankheiten (DVV). Im Rahmen ihrer ehrenamtlichen Tätigkeit für die DVV und die Deutsche Gesellschaft für Arbeitsmedizin und Umweltmedizin war Wicker an der Erstellung zweier nationaler Leitlinien der Arbeitsgemeinschaft der Wissenschaftlichen Medizinischen Fachgesellschaften (AWMF) beteiligt:
- 2022 Deutsche AIDS-Gesellschaft (federführend): Deutsch-Österreichische Leitlinie zur medikamentösen Postexpositionsprophylaxe (PEP) nach HIV-Exposition AWMF Reg.Nr. 055/004
- 2021 Deutsche Gesellschaft für Gastroenterologie, Verdauungs- und Stoffwechselkrankheiten (federführend): S3-Leitlinie zur Prophylaxe, Diagnostik und Therapie der Hepatitis-B-Virusinfektion AWMF Reg.Nr. 021/11

Für die Kommission "HIV-Infektion bei medizinischem Personal" der DVV und der Gesellschaft für Virologie fungierte Wicker als Stellvertretende Vorsitzende. In dieser Funktion war sie im Jahr 2012 an der Veröffentlichung der Empfehlung beider Fachgesellschaften zur "Prävention der nosokomialen Übertragung des Immunschwächevirus (HIV) durch HIV-positive Mitarbeiterinnen und Mitarbeiter im Gesundheitswesen" beteiligt. Für die World Health Organisation engagiert Wicker sich im Independent Scientific Advisory Board for Influenza vaccination of healthcare workers.

## Auszeichnungen
- 2006 Theodor Stern Stiftungspreis[1]
- 2023 Franz Koelsch Medaille der Deutschen Gesellschaft für Arbeitsmedizin und Umweltmedizin[13]

## Publikationen
Wicker hat mehr als 140 Arbeiten in den Themengebieten Arbeitsschutz, Infektionsprävention, Impfschutz und übertragbare Erkrankungen in begutachteten Fachjournalen publiziert. Hier eine Auswahl:
- Impfpräventible Erkrankungen: Wissen, Einstellung und Impfstatus von Medizinstudierenden. In: Das Gesundheitswesen, Thieme Verlag 2015[15]
- Healthcare worker's training and information levels over an occupationally acquired Ebola virus disease. In: LaboratoriumsMedizin, De Guyter 2015[15]
- Vaccination of health care workers against influenza: is it time to think about a mandatory policy in Europe?. In: Vaccine, Elsevier Verlag 2014[15]
- Blutübertragbare Infektionen und die schwangere Mitarbeiterin im Gesundheitswesen In: Der Chirurg Springer Medizin Verlag 2012[16]
- Nadelstichverletzungen im klinischen Alltag. Die Ergebnisse der Frankfurter Nadelstichstudie. In: Trauma und Berufskrankheit Springer Medizin Verlag 2008[4]
- Seroprevalence of vaccine preventable and blood transmissible viral infections (measles, mumps, rubella, polio, HBV, HCV and HIV) in medical students. In: Medical Microbiology and Immunology, Springer Medizin Verlag 2007